# Valloni di Mattinata - Monte Sacro
Valloni di Mattinata - Monte Sacro este o arie protejată (arie specială de conservare — SAC, sit de importanță comunitară — SCI) din Italia întinsă pe o suprafață de 6.510 ha, integral pe uscat.

## Localizare
Centrul sitului Valloni di Mattinata - Monte Sacro este situat la coordonatele 41°43′35″N 16°01′08″E / 41.726389°N 16.018889°E.

## Înființare
Situl Valloni di Mattinata - Monte Sacro a fost declarat sit de importanță comunitară în iunie 1995 pentru a proteja 1 specie de plante și 21 de specii de animale. Situl a fost protejat și ca arie specială de conservare în decembrie 2018.

## Biodiversitate
Situată în ecoregiunea mediteraneană, aria protejată conține 4 habitate naturale: Tufărișuri termo-mediteraneene și de pre-deșert, Matorral arborescenți cu Juniperus spp., Pseudostepă cu ierburi și specii anuale de Thero-Brachypodietea, Pante stâncoase calcaroase cu vegetație casmofită.
La baza desemnării sitului se află mai multe specii protejate:
- plante (1): Stipa austroitalica
- păsări (20): ciocârlie-de-câmp (Alauda arvensis), cucuvea (Athene noctua), buha (Bubo bubo), caprimulg (Caprimulgus europaeus), șerpar (Circaetus gallicus), porumbel (Columba livia), presură de munte (Emberiza cia), Emberiza melanocephala, Falco biarmicus, șoim călător (Falco peregrinus), sfrâncioc roșiatic (Lanius collurio), sfrânciocul cu frunte neagră (Lanius minor), ciocârlie de pădure (Lullula arborea), ciocârlie de bărăgan (Melanocorypha calandra), mierlă albastră (Monticola solitarius), pietrar mediteranean (Oenanthe hispanica), viespar (Pernis apivorus), Sylvia conspicillata, silvie de tufiș (Sylvia undata), strigă (Tyto alba)
- reptile (1): șarpele cu patru dungi (Elaphe quatuorlineata)

Pe lângă speciile protejate, pe teritoriul sitului au mai fost identificate 45 de specii de plante, 4 specii de reptile.